# Groot
Groot è un personaggio dei fumetti statunitensi pubblicati dalla Marvel Comics, creato da Stan Lee, Jack Kirby e Dick Ayers. Appare per la prima volta in Tales to Astonish n. 13 (novembre 1960).
Il nome Groot è basato sulle parole in lingua inglese growth (crescita) e root (radice).

## Biografia del personaggio

### Groot I
Nella sua prima apparizione, Groot era un enorme albero antropomorfo senziente di origine extraterrestre. Giunto sulla Terra per rapire e studiare gli umani, venne ucciso da termiti scatenate da Leslie Evans. In seguito Xemnu lo duplicò per usarlo contro Hulk, ma Groot venne sconfitto. Venne poi catturato dagli Howling Commandos e affidato allo S.H.I.E.L.D..
Fu visto per l'ultima volta tra gli abitanti dell'Isola dei Mostri, quando gli X-Men Magik e Shadowcat vi si recarono per salvare il giovane mutante Bo.

### Groot II
Dopo gli eventi di Annihilation Groot si autoproclama monarca del Pianeta X, ma viene fatto prigioniero dai Kree e scelto per fare parte di una task force guidata da Star-Lord contro Phalanx. In questa occasione lega molto con Rocket Raccoon. Diventa in seguito membro dei Guardiani della Galassia.
Dopo Annihilation: Conquest il vocabolario dell'alieno si è ridotto a una singola frase: «Io sono Groot». Riappare come candidato baby sitter per la figlia di Luke Cage e Jessica Jones ma viene assunta l'eroina Squirrel Girl.

#### Mojo TV
Nel loro periodo come avventurieri solitari, Groot e Rocket Raccoon stavano bevendo una libagione in una barra spaziatrice sporca quando furono avvicinati da un gruppo di Badoon che tentarono di arrestarli per "Crimini contro la Fratellanza Reale". Ne seguì una rapida sparatoria e Rocket creò una via di fuga facendo dei buchi nei barili di birra, costringendo i clienti del saloon a fuggire per la birra gratis. I due fecero una fuga precipitosa e presto si allontanarono a razzo quando si ritrovarono inseguiti dagli incrociatori d'attacco Badoon. Rocket ordinò a Groot di intraprendere un'azione evasiva mentre lui andava a potenziare lo stardrive per permettere loro di fuggire. Trovò lo scompartimento del motore stellare vuoto e la scena fu tagliata su un'inquadratura del Rocket sorpreso con un cliffhanger e i titoli di coda di Mojo che proclamavano "Miglior episodio pilota di sempre!"
Si sono poi ritrovati a fissare uno scompartimento vuoto dove dovrebbe esserci una stardrive e a chiedersi perché stessero sentendo delle voci, come se improvvisamente le loro vite avessero appena avuto un narratore. La loro nave è esplosa e sono apparsi nello spazio in armatura spaziale da combattimento, sconcertati da ciò che è appena accaduto e da come ci sono arrivati. Hanno preso di mira i loro aggressori Badoon, costringendo uno dei piloti a eiettarsi. Si infilarono nella sua astronave e iniziò a precipitare su un pianeta ghiacciato sottostante. Mojo chiese che la scena si interrompesse e colpisse la Bio-Stasi sulle sue stelle. Ha proceduto a pianificare la scena successiva, aspettandosi di fare un sacco di soldi con lo show. Sullo sfondo, il dispositivo di elaborazione delle spedizioni Timely Inc. di Rocket ha analizzato la situazione e ha informato il duo di essere coinvolto in una costruzione drammatica artificiale. Hanno sfondato un muro rendendosi conto di essere in uno "studio televisivo Flarkin'" e si sono trovati di fronte a un ologramma di Mojo che ha aperto il fuoco con armi vere.
Groot e Rocket Raccoon furono trasportati nel Mojoverse dal produttore televisivo interdimensionale noto come Mojo. Aveva deciso di usare la coppia nel suo ultimo reality show televisivo. Reclutò vari criminali che gli eroi avevano combattuto in passato. Ha collocato la coppia in scenari in cui avrebbero dovuto combatterli di nuovo, tuttavia, se una forma di vita innocente fosse stata catturata nel fuoco incrociato, sarebbero stati uccisi nel processo.  Mentre il duo si spostava da uno scenario all'altro, Mojo ha iniziato a pubblicizzare le action figure con un pacchetto da collezione che consentiva agli acquirenti di assemblare la propria figura di Groot da 12 pollici dopo averle collezionate tutte e cinque. La domanda era così alta che Mojo stava per fare una fortuna fino a quando il dispositivo di elaborazione e analisi delle spedizioni della Timely Inc. decise di prendere il controllo della situazione e puntò una pistola a raggi mesoni B-00-M sul viso di Mojo. Ha permesso al sistema di realtà di fermarsi abbastanza a lungo da permettere agli eroi di fuggire. Affrontarono e distrussero Mojo, che si rivelò essere un robot controllato dal maggiore Domo.

#### Il ritorno dei guardiani
Dopo che Star-Lord e Drax tornarono dal Cancerverse, i Guardiani della Galassia furono riformati. Groot, insieme al resto della sua squadra, ha aiutato i Vendicatori a combattere il ritorno di Thanos.  Thanos è riuscito a ottenere un Cubo Cosmico dall'esercito degli Stati Uniti, con il quale è fuggito a Moord, la patria dei Badoon. I Guardiani arrivarono alla Torre dei Vendicatori e informarono i Vendicatori della situazione. Si unirono ai Guardiani per combattere Thanos e i Badoon.
Dopo che Thanos apparentemente uccise gli Anziani dell'Universo, per imporre la sua supremazia, divenne un tutt'uno con il Cubo Cosmico e uccise i Vendicatori e i Guardiani. Ma in realtà, sono stati inviati nel Cancerverse insieme agli Anziani, lì, Tony Stark ha scoperto che l'arma di Thanos non era in realtà un Cubo Cosmico e che aveva dei difetti. Hanno contrattato con il Collezionista, in cambio di un'arma in grado di disattivare il "Cubo" e tornare sulla Terra, i Vendicatori e i Guardiani avrebbero lasciato che Thanos venisse sconfitto dagli Anziani. Con l'aiuto di altri membri dei Vendicatori, Thanos è stato sconfitto e mandato in punizione dagli Anziani.

#### Black Vortex
Poco dopo essersi unito ai Guardiani per conto dei Vendicatori come collegamento, l'Agente Venom iniziò a perdere il controllo del suo simbionte. Dopo che gli fu tolto dai Guardiani per precauzione, il simbionte fuggì dalla reclusione e si legò a Groot per un breve periodo.
Insieme ai Guardiani della Galassia, Groot era uno dei tanti eroi coinvolti nella caccia al Vortice Nero, un antico artefatto che conferisce potere. Dopo essere stati catturati da Mister Knife, Groot e i membri degli X-Men Iceman e Ciclope si imbatterono nel Vortice Nero mentre fuggivano dalla fortezza mobile del criminale. Groot si sottomise al potere del Vortice Nero e attinse a un livello cosmico di poteri.  Quando rifiutò i poteri intrisi dal Vortice Nero una volta che era stato messo al sicuro, l'aspetto di Groot fu leggermente alterato. Invece di essere composto interamente da legno di corteccia, il suo corpo fu formato da viti sormontate da lastre protettive di legno.

#### Shattered
Dopo un periodo di permanenza sulla Terra, Groot e gli altri Guardiani erano a malapena in grado di parlare. Accettando di fare un punteggio finale prima di separarsi, Groot accompagnò Rocket all'Anello di Stohland, dove Groot fu attaccato dall'Anziano dell'Universo noto come il Giardiniere, che era stato fatto impazzire da Loki. Affermando che Groot era stato corrotto dai Guardiani e aveva deviato dal suo scopo distruttivo originale, il Giardiniere distrusse Groot. Rocket riuscì a fuggire con una scheggia di Groot che successivamente piantò in modo da poter far ricrescere il suo corpo.  Tuttavia, il Giardiniere usò i resti di Groot per lo stesso scopo, piantando un giardino di contorto colosso maniaco Flora la cui crescita impedì al Groot originale di crescere più grande di un alberello.
I Guardiani della Galassia alla fine si accorsero dell'uso da parte del Giardiniere dell'esercito del colosso di Flora, e li affrontarono sul pianeta Telferina. Durante la battaglia, Groot riuscì ad avvicinarsi al Giardiniere e usò i suoi poteri curativi per purificare il corpo degli Anziani dal veleno che lo aveva fatto impazzire. In cambio, l'Anziano usò le sue abilità per ripristinare il corpo di Groot, non solo riportandolo alle sue dimensioni normali, ma anche ripristinando la sua locuzione, permettendogli di pronunciare frasi complete, anche se in terza persona.
Poco dopo, Rocket abbandonò quel poco che rimaneva della squadra senza preavviso quando notò che il suo corpo aveva iniziato a rifiutare le sue modifiche e stava morendo. Questo ha fatto sì che Groot sviluppasse una personalità punk e ribelle. Groot ha inseguito Rocket fino a Halfworld, dove lo ha convinto a cercare aiuto.  Quando Rocket guarì, la squadra mise da parte le differenze e si riunì come una famiglia una volta per tutte.

#### Dark Olympians
Quando i Guardiani della Galassia furono avvicinati da Nova per il loro aiuto nel fermare la furia conquistatrice degli Olimpi, che erano rinati come divinità ribelle assetate di sangue, Groot fu uno dei Guardiani che rifiutarono per preoccupazione per la sicurezza reciproca.  Alcuni dei membri, tra cui Star-Lord, sgattaiolarono via per aiutare Nova e riuscirono nella loro missione di intrappolare gli Olimpi Oscuri in una dimensione alternativa al costo apparente della vita di Quill.  Di conseguenza, Gamora ruppe la squadra con gli altri Guardiani che erano rimasti indietro, incluso Groot, e formò la propria squadra di Guardiani della Galassia per tornare ai loro modi mercenari.  Durante la loro prima missione, che consisteva nell'assassinio di Rocket Raccoon, Groot fece una soffiata al suo amico sull'attentato alla sua vita e fermò persino il sicario, il rivale di Rocket, Blackjack O'Hare.  All'indomani della missione, entrambe le squadre raggiunsero una tregua, ma Groot disertò persino per tornare alla squadra originale.
Star-Lord ritornò dal mondo ultradimensionale di Morinus, dove aveva trascorso un centinaio di anni della sua vita, anche se senza invecchiare, per annunciare la fuga degli Olimpi Oscuri dalla loro prigionia.  Le due squadre dei Guardiani si riunirono per lo scontro finale contro gli Olimpi Oscuri che videro la loro sconfitta. Durante la battaglia, Groot fu carbonizzato da un fulmine di Zeus.  Rocket fece usare al nuovo membro Principe del Potere le sue abilità derivate dalla Gemma del Potere in suo possesso per far ricrescere Groot alla vita, anche se nel processo si evolse di nuovo oltre il linguaggio, limitando il suo vocabolario ancora una volta a "Io sono Groot". In seguito alla sconfitta degli Olimpi Oscuri, i Guardiani della Galassia furono sanzionati dal Consiglio Galattico come protettori del cosmo alla luce della crescente incertezza del paesaggio galattico, fornendo loro un quartier generale nella stazione spaziale Proscenium.

#### Grootfall
Dopo che Nebula si unì ai Guardiani, combinò il motore di probabilità nella sua testa con i dati delle minacce dei Guardiani per creare un sistema di allerta precoce che indicava il pianeta natale di Groot come il vettore di minaccia più probabile per la pace galattica. Quando Groot e Rocket atterrarono su di esso, trovarono il pianeta raso al suolo. Granopy ha infettato Groot con uno dei suoi rami, trasformandolo in un mostro fuori controllo. Quando Groot divenne un pianeta, venendo chiamato "Grootfall", eliminò la maggior parte dei Guardiani e il Proscenium, e procedette a lanciare pezzi di se stesso sui pianeti vicini, annettendo tutto nel suo "Grootspace". Questo era un processo naturale che il Giardiniere aveva programmato nei Flora Colossi quando li aveva creati, e Groot stava semplicemente coprendo i Mondi Rami sotto il suo terreno fino al momento in cui avrebbe potuto "fiorire" e riaccendere le ceneri, riportando in vita i pianeti insieme a ogni essere che aveva catturato. Anche se all'inizio i Guardiani pensavano che Groot fosse perduto per loro, furono in grado di stabilire una comunicazione e aiutare Groot a rifiorire, riportando in vita tutti i "morti" e riportando Groot alla normalità.

## Poteri e abilità
Groot ha forza e resistenza proporzionali alla sua colossale struttura arborea e può aumentare di molto le sue già notevoli dimensioni. Se viene distrutto può ricrescere completamente a partire da un suo frammento. Il personaggio ha dimostrato la capacità di controllare gli alberi facendoli muovere e crescere a piacimento; è inoltre in grado di adattarsi alle situazioni modificando il suo corpo a piacimento. È anche immune al fuoco.

## Altri media

### Marvel Cinematic Universe
Groot appare nel media franchise del Marvel Cinematic Universe con la voce di Vin Diesel e fa il suo debutto in Guardiani della Galassia (2014), dove è il migliore amico e complice di Rocket. Il duo si allea con Quill, Gamora e Drax il Distruttore per sconfiggere Ronan l'accusatore e il suo esercito, ma Goot si sacrifica per salvare i suoi amici. Dai resti del corpo di Groot, Rocket pianta un ramo e accudisce il figlio biologico del suo amico. In Guardiani della Galassia Vol. 2 (2017) Groot è ora un bambino ed è particolarmente ingenuo e spensierato cosa che però è a volte svantaggiosa per gli altri membri dei Guardiani. Groot aiuta Yondu Udonta e i suoi amici a sconfiggere gli ammutinati Ravagers e il perfido Ego, ovvero il padre naturale di Quill. Alla fine Groot mostra insieme agli altri Guardiani rispetto per il sacrificio di Yondu ricordandolo come un eroe. In una scena durante i titoli di coda Groot è cresciuto ed è diventato un adolescente ribelle cosa che gli causa parecchio conflitto con Quill. In Avengers: Infinity War (2018), Groot qui è un adolescente. Con gli altri Guardiani salva Thor, sopravvissuto al suo primo scontro con Thanos, e insieme a Rocket e al Dio del tuono si reca su Nidavellir per permettere a Thor di farsi costruire una nuova arma per affrontare Thanos. Sempre insieme a Thor e Rocket, si reca nel Wakanda, sulla Terra, dove combatte insieme ad alcuni Avengers contro l'esercito di Thanos. Quando questi si reca nel Wakanda li sconfigge tutti. Dopo che il titano ha ottenuto tutte le gemme, con i suoi poteri fa dissolvere nel nulla metà popolazione dell'universo. Tra questi è compreso Groot. In Avengers: Endgame (2019), Groot ritorna in vita grazie allo schiocco di Hulk e insieme a tutti quelli resuscitati, affronta l'esercito di Thanos vincendo la battaglia. Alla fine della battaglia presenzia al funerale di Iron Man e si riunisce coi Guardiani della Galassia e accoglie il loro nuovo membro: Thor. In Thor: Love and Thunder (2022), Groot dopo molte avventure insieme ai Guardiani e a Thor si separa da quest'ultimo quando il Dio del Tuono decide di abbandonare la squadra per indagare su Gorr il Macellatore di Dei. In seguito parte con i suoi compagni per rispondere alle chiamate di soccorso dovute agli omicidi di Gorr in giro per il cosmo. Groot appare in una serie di corti nota come I Am Groot (2022).

### Televisione
- Groot compare nelle serie animate Avengers - I più potenti eroi della Terra, Ultimate Spider-Man, Hulk e gli agenti S.M.A.S.H., Avengers Assemble, Disk Wars: Avengers e Marvel Super Hero Adventures.
- Groot è uno dei protagonisti nella serie animata Guardiani della Galassia.

### Videogiochi
- Groot compare in Fortnite Battle Royale.
- Groot compare come personaggio giocabile in Marvel: Sfida dei campioni.
- Groot compare in Marvel's Guardians of the Galaxy.
- Groot compare come personaggio giocabile in Marvel Rivals.